# ناوتو أوشيما
ناوتو أوشيما (باليابانية: 大島直人) هو مصمم وفنان ألعاب ياباني وهو موظف سابق في شركة سيجا. قام بتصميم شخصيات القنفذ سونيك ود. إغمان. ومع ذلك فإن يوجي ناكا وهيروكازو ياسوهارا في كثير من الأحيان ينسب لهم عمله على سلسلة سونيك بسبب ارتباطهما الوثيق مع اسم سونيك. اكتسبت أوشيما شهرة في فريق سونيك تيم بفضل صنع الشخصيات ولعبه دورا في تطوير الألعاب مثل سونيك سي دي وسونيك أدفانشر. بعد مغادرته سونيك تيم، أسس شركة ألعاب مستقلة تسمى أرتون.

## أعماله
- سونيك سي دي
- القنفذ سونيك
- ناكلز كيوتيكس
- سونيك ثري دي
- سونيك آر
- سونيك أدفانشر
- سايلنت هيل
- سايلنت هيل 3
- لوست أوديسي
- سونيك جنرايشن
- بالان وندرورلد

## روابط خارجية
- ناوتو أوشيما على موقع IMDb (الإنجليزية)
- ناوتو أوشيما على موقع ميوزك برينز (الإنجليزية)
- ناوتو أوشيما على موقع قاعدة بيانات الفيلم (الإنجليزية)